# Chặn địa chỉ IP
Chặn địa chỉ IP là một ngăn chặn được thiết lập bởi một máy chủ hoặc trang web từ chối yêu cầu bắt nguồn từ IP cụ thể hoặc các dải địa chỉ. Một ngăn chặn địa chỉ IP có thể được áp dụng bởi trang web, máy chủ thư điện tử hoặc các máy chủ khác.
Các hệ điều hành giống Unix thường thực hiện việc ngăn chặn địa chỉ IP sử dụng TCP Wrapper, được cấu hình bởi các tệp kiểm soát truy cập host / etc / hosts.deny và /etc/hosts.allow.
Chặn địa chỉ IP thường được sử dụng để bảo vệ chống lại các cuộc tấn công tấn công brute force. Cả các công ty và trường học cung cấp truy cập cho người dùng từ xa sử dụng các trình Linux như DenyHosts hoặc Fail2ban để bảo vệ khỏi bị truy cập trái phép. 
Điều này cũng hữu ích cho phép truy cập từ xa vào các máy tính. Nó cũng được sử dụng để kiểm duyệt Internet.
Trên trang web, chặn địa chỉ IP có thể ngăn không cho địa chỉ phá bỉnh truy cập, mặc dù có thể cảnh cáo và/hoặc khóa tài khoản trước. Sự phân bổ động địa chỉ IP của các nhà cung cấp dịch vụ Internet (ISP) có thể làm phức tạp việc chặn địa chỉ IP đến, gây khó khăn cho việc ngăn chặn một người dùng cụ thể mà không chặn nhiều địa chỉ IP (các khối địa chỉ IP), do đó tạo ra thiệt hại cho những người không can hệ.

Chặn địa chỉ IP của trang web Showtime cho nguồn không phải của Hoa Kỳ

Chặn địa chỉ IP có thể được sử dụng để hạn chế quyền truy cập vào hoặc từ một khu vực địa lý cụ thể-ví dụ như việc cung cấp nội dung đến một khu vực cụ thể. Để đạt được điều này, các địa chỉ IP được xếp đặt theo các quốc gia mà họ được chỉ định. Điều này đã được sử dụng ví dụ như để nhắm mục tiêu các địa chỉ IP của Nigeria do nhận thức rằng tất cả các doanh nghiệp có nguồn gốc từ nước này đều là gian lận, do đó làm cho các doanh nghiệp hợp pháp ở nước này tương tác với các đối tác của họ ở phần còn lại của thế giới cực kỳ khó khăn. Để mua hàng ở nước ngoài, người Nigeria phải dựa vào các máy chủ proxy để ngụy trang nguồn gốc thực sự của một yêu cầu Internet. 